# Luigi Madonis
Luigi Madonis fou un violinista nascut a Venècia a l'entorn de l'any 1690. El 1729 assolí un gran èxit en un concert que donà al Palau de les Teuleries davant la cort francesa: fou contractat per la cort de Sant Petersburg (1731) amb una assignació de 3.000 rubles, i als últims anys de la seva vida figurà en la capella de la basílica de Sant Marc de la seva vila nadiua.